# Француске општине
Француске општине су један од низа административних подела у Француској. У француском језику се означавају као комуне. Француске општине могу бити различитих типова и са бројем становника који пуно варира: од пар становника у одређеним селима па до више милона у Паризу.

## Карактеристике
Појам француске речи комуна датира још из 12. века, а везује се за латинску реч commune, и означава скуп људи који дели исте животне услове. Тренутно у Француској има 36.681 општина од чега је 129 у прекоморским земљама.
Просечна површина општине у Француској је око 15 квадратних километара и по овој површини налази се иза већине Европских земаља. Такође, просечан број становника по општини је 1990. године био 380 становника. По овоме се Француска налази на самом зачељу у Европи иза већине земаља: Италије са 2.343, Белгије са 11.265 па чак и Шпаније са 564 становника по општини.

### Еволуција броја општина
|                | Континентална Француска | Прекоморске земље |
| -------------- | ----------------------- | ----------------- |
| март 1861.     | 37,510                  | /                 |
| март 1866.     | 37,548                  | n/a               |
| март 6, 1921.  | 37,963                  | n/a               |
| март 7, 1926.  | 37,981                  | n/a               |
| март 8, 1931.  | 38,004                  | n/a               |
| март 8, 1936.  | 38,014                  | n/a               |
| јан. 1, 1947.  | 37,983                  | n/a               |
| мај 10, 1954.  | 38,000                  | n/a               |
| март 7, 1962.  | 37,962                  | n/a               |
| март 1, 1968.  | 37,708                  | n/a               |
| јан. 1, 1971.  | 37,659                  | n/a               |
| феб. 20, 1975. | 36,394                  | n/a               |
| јан. 1, 1978.  | 36,382                  | n/a               |

|               | Континентална Француска | Прекоморске земље |
| ------------- | ----------------------- | ----------------- |
| март 1, 1982. | 36,433                  | 211               |
| март 1, 1985. | 36,631                  | 211               |
| март 1, 1990. | 36,551                  | 212               |
| јан. 1, 1999. | 36,565                  | 214               |
| јан. 1, 2000. | 36,567                  | 214               |
| јан. 1, 2001. | 36,564                  | 214               |
| јан. 1, 2002. | 36,566                  | 214               |
| јан. 1, 2003. | 36,565                  | 214               |
| јан. 1, 2004. | 36,569                  | 214               |
| јан. 1, 2005. | 36,571                  | 214               |
| јан. 1, 2006. | 36,572                  | 214               |
| јан. 1, 2007. | 36,570                  | 214               |
| јан. 1, 2008. | 36,569                  | 212               |